# Zbojné
Zbojné es un municipio del distrito de Medzilaborce en la región de Prešov, Eslovaquia, con una población estimada a final del año 2024 de 161 habitantes.
Se encuentra ubicado al noreste de la región, cerca del río Laborec (cuenca hidrográfica del río Tisza) y de la frontera con Polonia.

## Demografía
| Año        | 1994 | 2004     | 2014  | 2024    |
| ---------- | ---- | -------- | ----- | ------- |
| Población  | 265  | 200      | 178   | 161     |
| Diferencia |      | −24,52 % | −11 % | −9,55 % |

| Año        | 2023 | 2024    |
| ---------- | ---- | ------- |
| Población  | 159  | 161     |
| Diferencia |      | +1,25 % |